# Tercera División del Ejército (Bolivia)
La Tercera División del Ejército es una unidad del Ejército de Bolivia.

## Historia
En 1879, el presidente de Bolivia Hilarión Daza creó la División Villamil, por la ocupación chilena de Antofagasta.
En 1932, la División se componía por dos regimientos de infantería y uno de caballería.
En la segunda mitad de la década de 1970, el EB adoptó una organización que incorporó cuatro cuerpos de ejército. La Primera División integró el II Cuerpo de Ejército hasta la disolución de este en los años noventa. En los años ochenta, la División se componía por tres regimientos de infantería.
Para la década de 1990, se componía por tres regimientos de infantería, uno de caballería, uno de artillería y un batallón de ingeniería.

## Organización
La División está compuesta por:
- el Regimiento de Artillería 3;
- el Regimiento de Caballería 3;
- el Regimiento de Infantería 5 de Bolivia;
- el Regimiento de Infantería 20;
- y el Batallón de Ingeniería 1.